# Synthetic Communications
Synthetic Communications (zitiert nach ISO 4 als Synth. Commun. oder Synth. Comm.) ist eine wissenschaftliche Fachzeitschrift, deren Artikel vor Veröffentlichung dem Peer-Review-Verfahren unterzogen werden. Das Themengebiet umfasst neue Synthesen, Reagenzien und weitere Methoden, die beispielsweise das Gebiet der C-H-Aktivierung, Asymmetrische Synthese oder Totalsynthese umfassen. Die Zeitschrift erscheint alle zwei Wochen.